# Liste der Baudenkmale in Milower Land
In der Liste der Baudenkmale in Milower Land sind alle denkmalgeschützten Bauten der brandenburgischen Gemeinde Milower Land und ihrer Ortsteile aufgelistet. Grundlage ist die Veröffentlichung der Landesdenkmalliste mit dem Stand vom 31. Dezember 2021.

## Baudenkmale in den Ortsteilen
In den Spalten befinden sich folgende Informationen:
- ID-Nr.: Die Nummer wird vom Brandenburgischen Landesamt für Denkmalpflege vergeben. Ein Link hinter der Nummer führt zum Eintrag über das Denkmal in der Denkmaldatenbank. In dieser Spalte kann sich zusätzlich das Wort Wikidata befinden, der entsprechende Link führt zu Angaben zu diesem Denkmal bei Wikidata.
- Lage: die Adresse des Denkmales und die geographischen Koordinaten. Link zu einem Kartenansichtstool, um Koordinaten zu setzen. In der Kartenansicht sind Denkmale ohne Koordinaten mit einem roten beziehungsweise orangen Marker dargestellt und können in der Karte gesetzt werden. Denkmale ohne Bild sind mit einem blauen bzw. roten Marker gekennzeichnet, Denkmale mit Bild mit einem grünen beziehungsweise orangen Marker.
- Bezeichnung: Bezeichnung in den offiziellen Listen des Brandenburgischen Landesamtes für Denkmalpflege. Ein Link hinter der Bezeichnung führt zum Wikipedia-Artikel über das Denkmal.
- Beschreibung: die Beschreibung des Denkmales
- Bild: ein Bild des Denkmales und gegebenenfalls einen Link zu weiteren Fotos des Baudenkmals im Medienarchiv Wikimedia Commons

### Buckow
| ID-Nr.            | Lage                   | Bezeichnung | Beschreibung | Bild           |
| ----------------- | ---------------------- | ----------- | --- | -------------- |
| 09150104 Wikidata | Lange Straße 30 (Lage) | Dorfkirche  | Die evangelische Kirche wurde in der ersten Hälfte des 13. Jahrhunderts erbaut, der Turm wurde im 15. Jahrhundert hinzugefügt. Die Orgel stammt aus dem Jahr 1858, Erbauer war Friedrich Hermann Lütkemüller. | weitere Bilder |

### Bützer
| ID-Nr.   | Lage                    | Bezeichnung             | Beschreibung | Bild           |
| -------- | ----------------------- | ----------------------- | --- | -------------- |
| 09150033 | (Lage)                  | Dorfkirche              | Die evangelische Kirche wurde in der Mitte des 13. Jahrhunderts erbaut. Der Westturm wurde 1841 erbaut. Das Orgelprospekt wurde 1839 von Friedrich Wäldner erstellt. | weitere Bilder |
| 09150034 | Gartenstraße 4–7 (Lage) | Wohngebäude (Lindenhof) | Der massive Ziegelbau wurde zum Ende des 19. Jahrhunderts erbaut. | weitere Bilder |

### Großwudicke
| ID-Nr.                           | Lage                               | Bezeichnung                    | Beschreibung | Bild               |
| -------------------------------- | ---------------------------------- | ------------------------------ | --- | ------------------ |
| 09150103 Wikidata                | Am Gutspark 1 (Lage)               | Dorfkirche (Schlosskapelle)    | Die evangelische Kirche wurde 1737 errichtet. Es ist ein achtseitiger Bau mit einem Dachturm. Im Inneren befindet sich ein Kanzelaltar aus dem 18. Jahrhundert.   | weitere Bilder     |
| 09150102                         | (Lage)                             | Gutspark                       | | BW                 |
| 09150496                         | Hauptstraße, Kossätenstraße (Lage) | Gutsanlage, Wirtschaftsgebäude | | BW                 |
| 09150966 Teilobjekt zu: 09150496 | Hauptstraße ()                     | Torhaus                        | Es handelt sich um das Gebäude 3. Verputzter Ziegelbau mit Satteldach.                                                                                            | ein Bild hochladen |
| 09150967 Teilobjekt zu: 09150496 | Hauptstraße 48 ()                  | Wirtschaftsgebäude             | Gebäude an Nr. 3. Eingeschossiger Ziegelbau mit Satteldach. | ein Bild hochladen |
| 09150968 Teilobjekt zu: 09150496 | Hauptstraße 48 ()                  | Scheune                        | Es handelt sich um das Gebäude 1 und 2, eine Durchfahrtsscheune. Ziegelbau mit Satteldach.                                                                        | ein Bild hochladen |
| 09150969 Teilobjekt zu: 09150496 | Hauptstraße 49 ()                  | Wohnhaus                       | Es handelt sich um das Gebäude 7. Eingeschossiger Ziegelbau mit Satteldach.                                                                                       | ein Bild hochladen |
| 09150970 Teilobjekt zu: 09150496 | ()                                 | Nebengebäude                   | Es handelt sich um das Gebäude 17 und 18. Ein- und zweigeschossiger Ziegelbau mit Sattel- und Pultdach.                                                           | ein Bild hochladen |
| 09150971 Teilobjekt zu: 09150496 | ()                                 | Wirtschaftsgebäude             | Es handelt sich um das Gebäude 15. Eingeschossiger Ziegelbau mit Satteldach.                                                                                      | ein Bild hochladen |
| 09150972 Teilobjekt zu: 09150496 | Hauptstraße 47 ()                  | Wohnhaus                       | Es handelt sich um das Gebäude 16. Eingeschossiger siebenachsiger Ziegelbau mit Satteldach.                                                                       | ein Bild hochladen |
| 09150973 Teilobjekt zu: 09150496 | ()                                 | Wirtschaftsgebäude             | Es handelt sich um das Gebäude 17. Eingeschossiger Ziegelbau mit Satteldach.                                                                                      | ein Bild hochladen |
| 09150544                         | Parkstraße 5 (Lage)                | Schule                         | 14-achsiger Bau mit Satteldach. Erbaut im Jahr 1961. | Schule             |
| 09150545 Teilobjekt zu: 09150544 | Parkstraße 5 (Lage)                | Wandbild                       | Neben dem Eingang straßenseitige Fassade mit einem Porzellanmosaik des Rathenower Bildhauers Karl Mertens verziert.                                               | BW                 |
| 09150588 Teilobjekt zu: 09150544 | Parkstraße 5 (Lage)                | Turnhalle                      | Ein im rechten Winkel zur Schule stehender Verbindungsbau stellt die Verbindung zur Turnhalle her. Sie verfügt über ein Satteldach und datiert auf das Jahr 1961. | BW                 |

### Jerchel
| ID-Nr.   | Lage                      | Bezeichnung                                | Beschreibung | Bild           |
| -------- | ------------------------- | ------------------------------------------ | --- | -------------- |
| 09150481 | B 1 (Lage)                | Ganzmeilenstein, nordwestlich der Ortslage | Der Rundsockelstein wurde 1835 aufgestellt.                                                                            | weitere Bilder |
| 09150113 | Rotdornweg 3–3c, 5 (Lage) | Gutshaus                                   | Das Gutshaus wurde 1772 erbaut, der Vorgängerbau war abgebrannt. Es ist ein eingeschossiger Bau mit einem Mansarddach. | Gutshaus       |

### Milow
| ID-Nr.                           | Lage                            | Bezeichnung | Beschreibung | Bild |
| -------------------------------- | ------------------------------- | --- | --- | --- |
| 09150151 Wikidata                | (Lage)                          | Dorfkirche | Die evangelische Kirche wurde 1695 erbaut. Im Inneren stammt der Altaraufsatz aus der Zeit um 1700, in der Predella ein Bild des Abendmahles. Die Patronatsloge ist zweigeschossig und stammt aus dem 18. Jahrhundert. Das Orgelprospekt stammt aus dem Jahre 1839.       | weitere Bilder |
| 09150642 Teilobjekt zu: 09150151 | (Lage)                          | Glocke | Im Jahr 1575 goss der Glockengießer Joachim Jendrich diese Glocke. | BW |
| 09150643 Teilobjekt zu: 09150151 | (Lage)                          | Orgel | Dieses Instrument stammt vom Orgelbauer Friedrich Wilhelm Wäldner aus dem Jahr 1839. | BW |
| 09150152 Wikidata                | (Lage)                          | Leopoldsburger Kirche (heute Sparkasse) und Teile der Ausstattung (siehe Unterlagen BLDAM)                         | Die Kirche in der Friedenstraße 39b ist von 1757 bis 1770 als Barockbau entstanden. Seit 1999 befindet sich im Gebäude eine Sparkassengeschäftsstelle. | weitere Bilder |
| 09150509                         | Friedensstraße 21 (Lage)        | Villa Bolle mit Nebengebäude und Resten der Gartengestaltung (Jugendherberge Carl Bolle)                           | Die Villa wurde im Jahre 1882 für Carl Bolle erbaut. Es ist ein zweigeschossiger Ziegelbau. Seit 1950 wird die Villa als Jugendherberge genutzt. | weitere Bilder |
| 09150979 Teilobjekt zu: 09150509 | Friedensstraße 21 ()            | Nebengebäude | | ein Bild hochladen                                                                                                 |
| 09150154                         | Friedensstraße 24 (Lage)        | Eingangstür des Wohnhauses                                                                                         | | Eingangstür des Wohnhauses                                                                                         |
| 09150155                         | Friedensstraße 90 (Lage)        | Eingangstür des Wohnhauses                                                                                         | | Eingangstür des Wohnhauses                                                                                         |
| 09150156                         | Friedensstraße 114 (Lage)       | Fachwerkhaus | | Fachwerkhaus |
| 09150997                         | Kreuzstraße 7a (Lage)           | Ziegelscheune (Trockenschuppen) der Milower Gutsziegelei                                                           | | Ziegelscheune (Trockenschuppen) der Milower Gutsziegelei                                                           |
| 09150153                         | Stremmestraße 7a–i, 8–11 (Lage) | Guts- und ehemalige Burganlage (Schloss), bestehend aus Hauptgebäude, Pferdestall, Speicher und zwei Nebengebäuden | Das Gutshaus befindet sich an der Mündung der Stremme in die Havel. Hier befand sich eine slawische Burg, diese wurde im 12. und 13. Jahrhundert ausgebaut. Um 1600 wurde aus der Burg ein schlossähnliches Herrenhaus. Heute befindet sich hier eine Seniorenwohnanlage. | Guts- und ehemalige Burganlage (Schloss), bestehend aus Hauptgebäude, Pferdestall, Speicher und zwei Nebengebäuden |
| 09150839 Teilobjekt zu: 09150153 | Stremmestraße 8 ()              | Herrenhaus / Schloss                                                                                               | | ein Bild hochladen                                                                                                 |
| 09150840 Teilobjekt zu: 09150153 | Stremmestraße 8 ()              | Pferdestall & Speicher                                                                                             | | ein Bild hochladen                                                                                                 |
| 09150841 Teilobjekt zu: 09150153 | Stremmestraße 8 ()              | Speicher | | ein Bild hochladen                                                                                                 |

### Möthlitz
| ID-Nr.   | Lage   | Bezeichnung | Beschreibung | Bild           |
| -------- | ------ | ----------- | --- | -------------- |
| 09150160 | (Lage) | Dorfkirche  | Es ist eine schlichte Saalkirche aus dem zweiten Hälfte des 17. Jahrhunderts mit verputzter Fassade und in das Dach eingezogenem gedrungenem Westturm. Im Inneren befindet sich eine Holztonne als Decke und ein Altarbild aus dem 17. Jahrhundert. Die Sandsteintaufe stammt inschriftlich aus dem Jahr 1501. | weitere Bilder |

### Nitzahn
| ID-Nr.                           | Lage                  | Bezeichnung               | Beschreibung | Bild               |
| -------------------------------- | --------------------- | ------------------------- | --- | ------------------ |
| 09150250                         | (Lage)                | Dorfkirche                | Die evangelische Kirche ist ein gotischer Bau mit klassizistischer Ausstattung. Der Dachturm wurde Ende des 17. Jahrhunderts hinzugefügt. Der Kanzelaltar stammt aus dem 18. Jahrhundert. Die Kirche wurde 2014 saniert. | weitere Bilder     |
| 09150002                         | Schulstraße 16 (Lage) | Wohnhaus und Nebengebäude | Das eingeschossige Wohnhaus steht in einer Zeile traufständiger Häuser auf der Südseite des Straßendorfes. Links des Hauses ist die Hofzufahrt und der Schuppen. Eine Inschrift datiert an der Haustür das Wohnhaus auf 1841. Das fünfachsige Haus ist als Fachwerkbau mit Ziegelausfachung errichtet. Es wird von einem Krüppelwalmdach abgeschlossen. | weitere Bilder     |
| 09150735 Teilobjekt zu: 09150002 | Schulstraße 16 ()     | Stall                     | | ein Bild hochladen |

### Schmetzdorf
| ID-Nr.                           | Lage                                       | Bezeichnung                                      | Beschreibung | Bild           |
| -------------------------------- | ------------------------------------------ | ------------------------------------------------ | --- | -------------- |
| 09150401                         | (Lage)                                     | Dorfkirche                                       | Die evangelische Kirche stammt aus der ersten Hälfte des 13. Jahrhunderts, restauriert wurde die Kirche von 1962 bis 1964. Auf dem Altar befindet sich eine Kreuzigungsgruppe aus der Zeit um 1520 im spätgotischen Stil. Der Kanzelkorb ist aus der Zeit um 1600, der Sockel ist modern. | weitere Bilder |
| 09150649 Teilobjekt zu: 09150401 | (Lage)                                     | Glocke                                           | Gegossen im Jahr 1564 vom Glockengießer Andreas Moldenhauer. | BW             |
| 09150402                         | (Lage)                                     | Gedenktafel für die Opfer zwischen 1933 und 1945 | | weitere Bilder |
| 09150484                         | Kleine Bergstraße/Rathenower Straße (Lage) | Nullmeilenstein                                  | | weitere Bilder |

### Vieritz
| ID-Nr.                           | Lage                       | Bezeichnung                                                 | Beschreibung | Bild               |
| -------------------------------- | -------------------------- | ----------------------------------------------------------- | --- | ------------------ |
| 09150376 Wikidata                | Genthiner Straße 6a (Lage) | Dorfkirche                                                  | Die evangelische Kirche ist ein spätromanischer Saalbau, der Turm wurde um 1600 hinzugefügt. In der ersten Hälfte des 18. Jahrhunderts wurde die Kirche im barocken Stil umgebaut. Der Kanzelaltar stammt aus der zweiten Hälfte des 18. Jahrhunderts. In der Kirche befinden sich mehrere Epitaphe. Als Teilobjekte stehen eine 1877 von Ferdinand Dinse erbaute Orgel sowie drei Glocken von 1602, 1650 und 1655 unter Schutz (siehe nachfolgende Tabellenzeilen). | weitere Bilder     |
| 09150600 Teilobjekt zu: 09150376 | Genthiner Straße 6a (Lage) | Orgel                                                       | Auf der Westempore der Kirche stehende, 1877 gefertigte Orgel des Berliner Orgelbauers Ferdinand Dinse. | Orgel              |
| 09150601 Teilobjekt zu: 09150376 | Genthiner Straße 6a (Lage) | Glocke                                                      | 1602 von Heinrich Borstelmann aus Magdeburg gefertigte Glocke. Stifter waren Baltasar Friedrich von Katte, Dorothea Elisabeth von Katte und Ursula von Thümen. | Glocke             |
| 09150602 Teilobjekt zu: 09150376 | Genthiner Straße 6a (Lage) | Glocke                                                      | 1655 von Jakob Neuwert aus Berlin gefertigte Glocke. Stifter waren Kuno Heinrich von Katte und Maria von Katte. | Glocke             |
| 09150603 Teilobjekt zu: 09150376 | Genthiner Straße 6a (Lage) | Glocke                                                      | 1650 von Simon Kolle aus Brandenburg gefertigte Glocke. | Glocke             |
| 09150375                         | Genthiner Straße 13 (Lage) | Gehöft mit Wohnhaus, linkem und rechtem Stall sowie Scheune | | weitere Bilder     |
| 09150901 Teilobjekt zu: 09150375 | Genthiner Straße 13 ()     | Wohnhaus                                                    | Eingeschossiger Ziegelbau mit Satteldach. Datiert auf das Jahr 1902. | ein Bild hochladen |
| 09150902 Teilobjekt zu: 09150375 | Genthiner Straße 13 ()     | Stall                                                       | Es handelt sich um das linke Stallgebäude. Zweigeschossiger Ziegelbau mit Satteldach. Datiert auf das Jahr 1907. | ein Bild hochladen |
| 09150903 Teilobjekt zu: 09150375 | Genthiner Straße 13 ()     | Stall                                                       | Es handelt sich um das rechte Stallgebäude. Zweigeschossiger Ziegelbau mit Satteldach. Datiert auf das Jahr 1875. | ein Bild hochladen |
| 09150904 Teilobjekt zu: 09150375 | Genthiner Straße 13 ()     | Scheune                                                     | Schließt den Hof nach hinten ab. Fachwerk-Ziegelbau mit Satteldach. Datiert auf das Jahr 1875. | ein Bild hochladen |

### Zollchow
| ID-Nr.                           | Lage                   | Bezeichnung | Beschreibung | Bild           |
| -------------------------------- | ---------------------- | ----------- | --- | -------------- |
| 09150400                         | Lindenstraße 15 (Lage) | Dorfkirche  | Die evangelische Kirche stammt wahrscheinlich aus der ersten Hälfte des 13. Jahrhunderts, im 18. Jahrhundert wurde die Kirche erneuert. Nach einem Brand wurde in den Jahren 1847 bis 1849 der Turm und der Westteil der Kirche hinzugefügt. Im Inneren stammt der Altaraufsatz und die Kanzel aus dem 18. Jahrhundert. | weitere Bilder |
| 09150662 Teilobjekt zu: 09150400 | Lindenstraße 15 (Lage) | Orgel       | Das Instrument wurde angefertigt vom Orgelbauer Gottlieb Scholtze im Jahr 1764 (Inschrift). | BW             |

### Ehemalige Baudenkmale
| ID-Nr.   | Lage                | Bezeichnung                                    | Beschreibung | Bild                                           |
| -------- | ------------------- | ---------------------------------------------- | --- | ---------------------------------------------- |
| 09150488 | Buckow ()           | Ganzmeilenobelisk, an der ehemaligen Försterei | Der Stein wurde nach 2000 bei Straßenbauarbeiten beseitigt und später im Wald aufgefunden. Nach Sanierung wurde er am Kreisverkehr Genthiner Str/Hauptstraße/Böhner Chausee in Rathenow wieder aufgestellt. | Ganzmeilenobelisk, an der ehemaligen Försterei |
| 09150105 | Kleinwudicke (Lage) | Kapelle, auf dem Friedhof                      | Fachwerkbau von 1778 mit einem quadratischen, westlichen Dachturm und großen, hochrechteckigen Fenstern. Die verfallene und einsturzgefährdete Kapelle wurde Ende 2021 abgebaut und unter Verwendung eines Großteils der alten Baumaterialien 2023 in Jerchel wiederaufgebaut. Vor dem Abbau wurde der Denkmalstatus aufgehoben. | BW                                             |